# Waiting for the Sirens’ Call
«Waiting For The Sirens' Call» (с англ. — «В ожидании зова сирен») — восьмой студийный альбом британской рок-группы New Order. Альбом занял 5-е место в Великобритании.

## Об альбоме
Учитывая претензии к предыдущему альбому — «Get Ready» (2001), — сосредоточенному на гитарном звуке, New Order обратились к своему традиционному формату, сочетающему танцевальную электронику и акустику. Название пластинки впервые в творчестве группы повторяет название альбомной песни. Композиции для «Waiting For The Sirens' Call» записывались с различными продюсерами, что было нехарактерно для коллектива. Песню «Jetstream» New Order поют дуэтом с Аной Матроник из Scissor Sisters. В записи альбома чуть было не принял участие Джерри Ли Льюис. С альбомных сессий осталось 7 песен, которые группа решила оставить для следующего альбома.

## Обложка
Обложка альбома оформлена Питером Сэвиллом.

## Список композиций
1. «Who’s Joe?» — 5:41
2. «Hey Now What You Doing» — 5:16
3. «Waiting For The Sirens' Call» — 5:42
4. «Krafty» — 4:33
5. «I Told You So» — 6:00
6. «Morning Night And Day» — 5:12
7. «Dracula’s Castle» — 5:40
8. «Jetstream» — 5:23
9. «Guilt Is A Useless Emotion» — 5:39
10. «Turn» — 4:35
11. «Working Overtime» — 3:26

В Японии альбом включает эксклюзивную версию песни «Waiting For The Sirens' Call» на японском языке.

## Альбомные синглы
- Krafty (март 2005)
- Jetstream (май 2005)
- Waiting For The Sirens' Call (сентябрь 2005)
- Guilt Is A Useless Emotion (2005; цифровой сингл)

## Участники записи
New Order
- Бернард Самнер — вокал, гитара, синтезатор, программирование
- Питер Хук — 4- и 6-струнная бас-гитара, синтезатор, программирование
- Стивен Моррис — ударные, синтезатор, программирование
- Фил Каннингем — гитара, синтезатор, программирование

А также
- Беатрис Хетерли — дополнительный вокал на «Guilt Is A Useless Emotion»
- Ана Матроник — вокал на «Jetstream»
- Мак Куайл — клавишные, дополнительное программирование
- Давн Зи — дополнительный вокал на «I Told You So» и «Guilt Is a Useless Emotion»